# Zvezdnye Volki
Zvezdnye Volki (Звездные волки) là trò chơi điện tử thể loại chiến lược thời gian thực kết hợp với nhập vai lấy bối cảnh viễn tưởng tương lai trong vũ trụ do hãng X-bow Software của Nga phát triển và 1C Company phát hành. Trò chơi được phát hành đầu tiên năm 2004 tại Nga sau đó là năm 2005 và 2006 cho thị trường châu Âu và Bắc Mỹ.
Trò chơi lấy bối cảnh tương lai khi mà con người đã bắt đầu đi thám hiểm để chinh phục vũ trụ bao la và hình thành nên một đế chế lớn mới. Nhưng con người không đơn độc ngoài vũ trụ ngoài việc cố gắng chống lại các tên cướp vũ trụ, các trí thông minh nhân tạo do con người tạo ra trước đó để phục vụ các mục đích riêng bắt đầu điều khiển các phi thuyền chống lại họ thì còn các chủng tộc người ngoài hành tinh khác vốn có mặt trong vũ trụ trước bắt đầu tấn công đế chế của con người... Người chơi sẽ vào vai lính đánh thuê vũ trụ lái một tàu không gian mẹ mang nhiều phi thuyền con tìm kiếm các hợp đồng từ vận chuyển đến chiến đấu để kiếm tiền mua các phi thuyền, trang bị và vũ khí tốt hơn cho công việc của mình. Khi chiến đấu ngoài việc phi thuyền mẹ có thể tự bảo vệ mình thì người chơi cũng có các nhân vật điều khiển các phi thuyền con tham gia trận chiến, sẽ có tối đa 6 nhân vật. Và qua quá trình chiến đấu thì các nhân vật này sẽ tích lũy kinh nghiệm để lên cấp giúp cho việc điều khiển phi thuyền và chiến đấu hiệu quả hơn. Các trận chiến được mô tả giống như chiến lược thời gian thực qua đó người chơi sẽ lựa chọn các tàu không gian và mục tiêu của chúng sau đó các tàu sẽ lao vào nhau để chiến đấu.
Bản mở rộng của trò chơi đã phát hành năm 2006 và phiên bản tiếp theo có tên Zvezdnye Volki 2: Grazhdanskaja Vojna là bản mới nhất của dòng này phát hành năm 2009.